# إيرف فرو
إيرف فرو هو لاعب هوكي الجليد كندي، ولد في 16 أغسطس 1907 في كيلسيث ‏ في المملكة المتحدة، وتوفي في 2 أبريل 1995.

## وصلات خارجية
- إيرف فرو على موقع دوري الهوكي الوطني (الإنجليزية)
- إيرف فرو على موقع قاعة مشاهير الهوكي (لاعب أن.إتش.أل) (الإنجليزية)
- إيرف فرو على موقع EliteProspects.com (الإنجليزية)
- إيرف فرو على موقع HockeyDB.com (الإنجليزية)
- إيرف فرو على موقع Hockey-Reference.com (الإنجليزية)